# Péter Galambos
Péter Galambos  (ur. 9 września 1986 r. w Budapeszcie) – węgierski wioślarz, trzykrotny wicemistrz świata, mistrz Europy.